# 拉古纳比奇 (加利福尼亚州)
拉古纳比奇（直译：「拉古纳海滩」）是美国加利福尼亚州奥兰治县下属的一座城市。建市于1927年6月29日，面积大约为8.85平方英里（22.9平方公里）。根据2010年美国人口普查，该市有人口22,723人。